# Lithosia sikkima
Lithosia sikkima là một loài bướm đêm thuộc phân họ Arctiinae, họ Erebidae.